# Медаль «За освобождение Филиппин»
Медаль «За освобождение Филиппин» (англ. Philippine Liberation Medal) — военная награда Содружества Филиппин, учрежденная приказом штаба Армии Содружества Филиппин от 20 декабря 1944 года (изначально как лента). Награда вручалась любому военнослужащему как Содружества Филиппин, так и союзных вооруженных сил, принявшему участие в освобождении Филиппинских островов в период с 17 октября 1944 года по 2 сентября 1945 года. Полноценная медаль была утверждена 22 июля 1945 года.
Медалью награждались люди, проходившие военную службу в течение последних одиннадцати месяцев Второй мировой войны, когда японские военные были изгнаны с Филиппин перед их капитуляцией в сентябре 1945 года.

## Критерии награждения
Чтобы быть награжденным, военнослужащий должен соответствовать хотя бы одному из следующих критериев:
- Участие в первоначальной десантной операции на Лейте и прилегающих островах с 17 по 20 октября 1944 года, в том числе нахождение на корабле в филиппинских водах или в числе экипажа военного самолета, пролетавшего над территорией Филиппин.
- Участие в любых боях против японских войск на Лейте и прилегающих островах во время освобождения Филиппин в период с 17 октября 1944 года по 2 сентября 1945 года.
- Участие в любых боевых действиях против японских войск на островах, кроме упомянутых выше, во время освобождения Филиппин в период с 17 октября 1944 года по 2 сентября 1945 года.
- Служба на Филиппинских островах или на кораблях в филиппинских водах на протяжении не менее 30 дней в течение указанного периода.

Персоналу, награжденному медалью за участие в любой из вышеупомянутых операций, полагается бронзовая звезда за службу размером 3⁄16 дюйма к медали за выполнение каждого дополнительного условия выше.
В состав Вооружённых сил США входили армия и полиция Содружество Филиппин. Их личный состав также имел право на получение медали «За Азиатско-тихоокеанскую кампанию», часто со звездой за службу — за участие в освобождении Филиппин.

## Дополнительная информация
Медалью награждались союзные вооруженные силы, в первую очередь силы Содружества Филиппин, Вооруженные силы США и вооруженные силы Британского Содружества.
Армия США утвердила медаль 8 марта 1948 года.
В Соединенном Королевстве в 2003 году трое бывших военнослужащих, сражавшийся за освобождение Филиппин во время Второй мировой войны (Глиндур Томас Эван Коллинз, Константин Шилс и Фрэнк Брумхед) были награждены медалью послом Филиппин Эдгардо Б. Эспириту приказом № 1090.
К числу других филиппинских наград Второй мировой войны относятся медаль Независимости Филиппин и медаль «За оборону Филиппин».